# Masao Nozawa
Masao Nozawa byl japonský fotbalista.

## Reprezentační kariéra
Masao Nozawa odehrál za japonský národní tým v roce 1930 celkem 2 reprezentační utkání. S japonskou reprezentací se zúčastnil Her Dálného východu 1930.

## Statistiky
| Japonsko | Japonsko | Japonsko |
| Roky     | Záp.     | Góly     |
| -------- | -------- | -------- |
| 1930     | 2        | 0        |
| Celkem   | 2        | 0        |